# Enriquillo
Jezero Enriquillo (špansko Lago Enriquillo) je jezero v Dominikanski republiki. Je največje jezero in najnižja točka Karibskega otočja in najnižja točka oceanskih otokov našega planeta. 

## Splošno
Jezero je eno redkih slanih jezer na svetu, v katerem prebivaju krokodili. Nahaja se znotraj doline na prelomnici Enriquillo-Plantain Garden, ki se razteza 127 km od Zaliva Port-au-Prince v Haitiju na zahodu do Neibskega zaliva v Dominikanski republiki na zahodu. Na tej prelomnici se je leta 2010 zgodil katastrofalni potres. Ime je jezero dobilo po Enriquillu, taínskem plemenskemu vodji, ki se je v 16. stoletju uprl španski invaziji in se kasneje skril v gorah severno od jezera. 
Dolina, katero danes zapolnjuje jezero, je včasih bila morska ožina. Nastala je pred približno milijonom leti, ko so ob znižanju gladine morja dolino zapolnile usedline reke Yaque del Sur. Jezero je široko med 15 in 20 kilometri. Deli doline so pod gladino morja in jih prekrivajo večja slana jezera. Taka območja so v Haitiju znana kot Depresija Cul-de-Sac, v Dominikanski republiki pa kot Hoya de Enriquillo.
Jezero obsega območje, veliko okoli 265 km2 in doseže tudi 39 metrov negativne nadmorske višine, kar je najnižja točka Karibskega otočja. Njegovo porečje obsega deset manjših rečnih sistemov. Reke, ki izvirajo v Neibskem gorovju severno od jezera so stalne, tiste, ki pa izvirajo južno, v Gorovju province Baoruco, pa so presihajoče. 
Jezero nima nobenega izliva - njegova gladina je odvisna od raznih nevihtnih padavin in visokega izhlapevanja regije. Slanost reke niha med 33 in 100 promili. Potresni tresljaji so na njegovem območju nekaj običajnih. Tik nad desno sredino slike je vidno tudi drugo večje slano jezero doline, haitijski Etang Saumâtre.
Sredi jezera so tudi trije otoki: Isla Barbarita, Islita in Isla Cabritos. Slednji je največji izmed trojice, na njem pa je tudi Narodni park, ki je znan po svojih krokodilih in plamencih. Ob občutnih znižanjih vodostaja med suhim obdobjem običajno med otoki nastanejo peščena obrežja.
Samo območje ima vroče, polsuho podnebje. Povprečno tukaj na leto zapade okrog 612 mm padavin. Tukaj najdemo tudi rastline, ki po navadi uspevajo v suhem podnebju (recimo kaktuse). 

## Poplavljanje
V kasnejših 2000-ih se je površina jezera začela drastično večati. Leta 2004 so jezeru namerili površino 164 km2, v letu 2011 pa kar 350 km2. To povečanje je povzročilo izgubo velikih količin obdelovalne zemlje in s tem prizadelo številne občine in okrožja ob jezeru. Tudi v primeru, da se površina jezera začne ponovno manjšati, obstaja verjetnost, da je sol v jezeru uničila vse rodovitne zmožnosti nekoč dobre obdelovalne zemlje. 
Razlogi za povečanje površine so predmet številnih polemik, a jasno je, da so pri tem ključni dejavniki bili povečanje padavin na območju, povečanje količine usedlin, ki ob sekanju gozdov pridejo v jezero in povišajo njegovo dno ter milejše temperature, ki zmanjšujejo  izhlapevanje.